# Stone Cold Crazy
〈Stone Cold Crazy〉는 1974년 음반 《Sheer Heart Attack》의 영국의 록 밴드 퀸의 노래다. 그 노래는 그 음반의 여덟 번째 곡이다. 비록 그 당시에 싱글로 발매된 곡은 아니지만, 1974년부터 1978년까지 거의 모든 퀸 콘서트에서 라이브로 연주되었다. 〈Stone Cold Crazy〉는 1992년 컴필레이션 음반인 《Classic Queen》에도 등장한다.
프레디 머큐리가 퀸이 결성하기 전 1960년대 후반 그의 밴드 레커지와 함께 연주했음에도 불구하고, 이 곡의 명성은 밴드의 모든 구성원들 사이에 공유된다. 녹음된 버전은 머큐리의 가사일 수도 있고 머큐리와 브라이언 메이의 음악일 수도 있다. 1970년 퀸이 라이브로 연주한 첫 곡이었지만 녹음에 앞서 음악적으로, 서정적으로 많은 변화를 겪으며 밴드 전체에 공을 들였다. 밴드에 따르면 비록 악단은 없지만, 초기 버전은 훨씬 느렸다.